# Брач Борис Янович
Бори́с Я́нович Брач — доктор хімічних наук, професор, заслужений діяч науки Росії.

## Біографія
Народився 9 березня 1934 року у Ленінграді. Під час війни — блокадник.
Закінчив хімічний факультет ЛДУ (1957) і там само аспірантуру (1961—1964).
У 1957—1961 роках працював в Інституті напівпровідників АН СРСР, в 1964—1970 роках в НДІ хімії ЛДУ (у 1965—1966 стажувався в Корнелльському університеті в США).
У 1970—1972 pоках доцент хімічного факультету ЛДУ.
З 1972 року на запрошення першого ректора Сиктивкарського університету Валентини Вітязєвої працював на посаді проректора СДУ з навчальної та наукової роботи (до 1990 року з перервою 1981—1983, коли був с.н.с. для підготовки докторської дисертації).
У 1973—2006 — завідувач кафедри хімії (з 1995 року кафедра неорганічної та аналітичної хімії), у 2013—2017 роках — професор-консультант.
Наукові інтереси: теоретична та експериментальна розробка основ створення речовин та матеріалів із заданими фізичними та фізико-хімічними властивостями.
Доктор хімічних наук (1984), професор.
Заслужений діяч науки РФ (1994). Нагороджений орденом «Знак Пошани» (1981) та іншими медалями.
Помер 26 листопада 2018 року.